# Eltűnt istenek nyomában
Az Eltűnt istenek nyomában – A vallásosság jövője (eredeti angol címe: After God: The Future of Religion) Don Cupitt cambridge-i filozófiaprofesszor 1997-ben megjelent könyve, amelyben a múlt és a jelen istenhit alapú vallásait, társadalmi berendezkedésű politikai csoportjait elemezgeti, olyan szempontból, hogy ez hogyan fogja befolyásolni az egész emberiség jövőjét.

## A könyv feltárt kérdései
- A vallási tudat története és jövője?
- Miért léptek színre az istenek?
- Miért látta maga körül minden embercsoport a természetfölötti erők, szellemek, istenségek láthatatlan birodalmát?
- Mi értelme volt, hogy így képzelték?
- A hitnek csak akkor van értelme, ha a tapasztalás is visszaigazolja?
- Az istenek alkonyáról is újfajta elméletet kell kidolgoznunk?
- A műszaki fejlődés felgyorsulása, a fizikai kozmológiában, a molekuláris biológiában, a számítástechnikában, a rakétaiparban, az űrkutatásban, és az orvostudományban milyen hatást hoz?
- Nagyszabású történelmi folyamatnak vagyunk a résztvevői?
- Egy 5000-8000 éves kulturális rend éli utolsó pillanatait?
- Az emberiség történetében valószínűleg a legsúlyosabb és legrohamosabb kulturális átalakulását éljük?
- Semmi sem mély, és semmit sem lehet sokáig eltitkolni?
- Miben hisznek majd a további századokban, ha Isten és az istenek eltűnnek?
- Hány több ezer éves vallás tűnt el szinte a semmibe?
- Az ateista humanizmus felújítása?
- Új erkölcsünk lesz?
- Új társadalmi rend lesz?
- A vallásos hit ma már egyfajta »túlélőkészlet« – a művészet sajátos formája?
- A jövő a hagyományos vallások helyett inkább lehetséges életstílusok és tudatformák sokféleségét kínálja?
- Meg lehet valamit őrizni a hagyományos hitekből és értékekből, e furcsa, új viszonyok közepette is?
- A vallás fennmaradhat?
  - 1. értékek rendszereként?
  - 2. a magánélet birodalmában?
  - 3. az egyéni tudatban vagy pedig, utolsó mentsvárként?
  - 4. ellenkultúra formájában?
- Az utolsó természetfölötti illúzió?

## Magyarul
- Eltűnt istenek nyomában. A vallásosság jövője; ford. Hernádi Miklós; Kulturtrade, Bp., 1997 (Mesterelmék)